# Upper Workor
Upper Workor är en klan i Liberia.   Den ligger i regionen Lofa County, i den norra delen av landet, 260 km norr om huvudstaden Monrovia.